# Daniel de Priézac
Daniel de Priézac (1590-mayo de 1662) fue un jurista y escritor francés, nacido en Limousin y fallecido en París. Fue miembro inaugural de la Academia Francesa, ocupando el asiento número 40.

## Biografía
Estudió en Burdeos obteniendo el doctorado en derecho en 1614. Fue profesor de jurisprudencia y consejero de Estado. Fue elegido miembro de la Academia Francesa en 1639, el primero en ocupar el asiento número cuarenta, previsto por los estatutos fundacionales de la institución.

## Obras
Fue el autor de la Défence des droits et prérogatives des roys de France, contre Cornelius Jansen, théologien, publicada originalmente en latín en 1639, y después en francés el año siguiente, en la que sostiene que Richelieu, al proclamar la supremacía del poder real y defendiendo así los intereses de Francia, no hizo más que defender a la religión católica. Además de discursos políticos publicados entre 1652-1654, Daniel de Priézac escribió Paraphrases sur les Psaumes y una obra titulada Les Privilèges de la Vierge Mère de Dieu publicada en 1648.

### Obra
- Les privilèges de la Vierge Mère de Dieu, París 1648